# Собор Тамацукури
Собор Тамацукури, другой вариант –  Собор Пресвятой Девы Марии (яп.  カトリック玉造教会 каторикку тамацукури кё:кай; 大阪カテドラル聖マリア大聖堂 о:сака катэдорару сэй мариа дайсэйдо:; 大阪カテドラル о:сака катэдорару) — католическая церковь, находящаяся в Осаке, Япония.  Храм является кафедральным собором архиепархии Осаки. Наименование храма происходит от названия одноимённого городского района Тамацукури, на территории которого он находится. 
Первый католический собор под наименованием Собор Святой Агнии был построен в 1894 году. Этот храм был разрушен во время бомбардировки в 1945 году. Современный храм во имя Пресвятой Девы Марии был построен в 1963 году. Церковь располагается на территории древней резиденции даймё из рода Хосокава. 
Перед храмом на площади располагаются каменные статуи японских католиков Укона Такаямы и Грации Хосокавы, третьей дочери даймё Акэти Мицухидэ, которая вышла замуж за даймё Тадаоки Хосокаву. Во внутреннем пространстве храма находится икона «Госпожа Грация во время последних дней», написанная японским художником Домэто Инсо, и около ста витражей, изображающих жизнь Иисуса Христа и Девы Марии. 